# Steve Kariya
Steven Tetsuo Kariya, född 22 december 1977 i Vancouver i British Columbia, är en kanadensisk före detta professionell ishockeyspelare.
Kariya spelade senast i JYP i FM-ligan i ishockey i Finland. Mellan åren 2006 och 2008 representerade han Frölunda Indians, för vilka han producerade 57 poäng på 96 spelade matcher.

## Familj
Steve Kariyas bröder Paul och Martin är också ishockeyspelare. Hans syster Noriko är professionell boxare.

## Meriter
- NCAA Hockey East All-Rookie 1996
- NCAA Hockey East Sportsmanship Award 1997, 1998 och 1999
- NCAA All-America First Team 1999
- NCAA All-Star Team Hockey East 1999
- NCAA Mästare med University of Maine 1999
- Veli-Pekka Ketola trophy (flest poäng i FM-ligan) 2005

## Klubbar
- University of Maine 1995–1999
- Vancouver Canucks 1999–2002
- Syracuse Crunch 1999–2000
- Kansas City Blades 2000–2001
- Manitoba Moose 2001–2003
- Albany River Rats 2002–2004
- Ilves Tampere 2004–2005
- Espoo Blues 2005–2006
- Frölunda Indians 2006–2008
- HPK 2008–2009
- JYP 2009–2010